# Río Daymán
Le río Daymán est une rivière uruguayenne, affluent de rive gauche du río Uruguay, et sert de limite naturelle entre les départements de Salto et de Paysandú jusqu'à son embouchure dans le río Uruguay,.

## Description

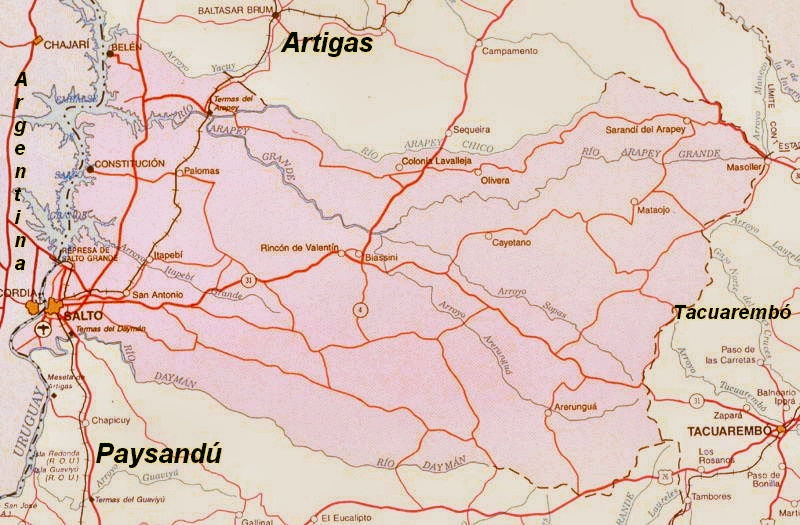
Carte géographique du département de Salto. Sur la carte, le río Daymán sert de limite départementale au sud.

La rivière Daymán prend sa source sur les hauteurs de  la Cuchilla de Haedo, dans son flanc occidental, constituées de collines  basaltiques de moyenne élévation. S'écoulant précisément depuis son lieu de source dans l'ouest du département de Tacuarembó, la rivière Daymán quitte ce dernier en prenant une direction nord-ouest. 
Elle se dirige vers le grand fleuve Uruguay qu'elle rejoint dans une embouchure après avoir tracé de nombreux méandres profonds dans son cours inférieur au-delà des Termas del Daymán. Tout son cours a la particularité de servir de limite départementale entre le département de Salto, au nord, et le département du Paysandú, au sud.
Son cours s'écoule au milieu de rochers de basalte et des sables blancs qui favorisent la transparence de ses eaux. 
Son débit fluvial est variable et régi par les précipitations comme celui du río Arapey Grande qui s'écoule au nord du département de Salto ou de la rivière Queguay Grande, au sud, dans le Paysandú. 
Une douzaine de petits affluents viennent grossir son cours dont l'arroyo del Totoral, l'arroyo del Sauce, l'arroyo Laureles Grande, l'arroyo del Tala et l'arroyo Ceibal Grande. Sur son cours inférieur, à une dizaine de kilomètres au sud de la ville de Salto, se trouve le complexe thermal des Termas del Daymán qui constitue un important centre touristique dans la région.